# Явгильды

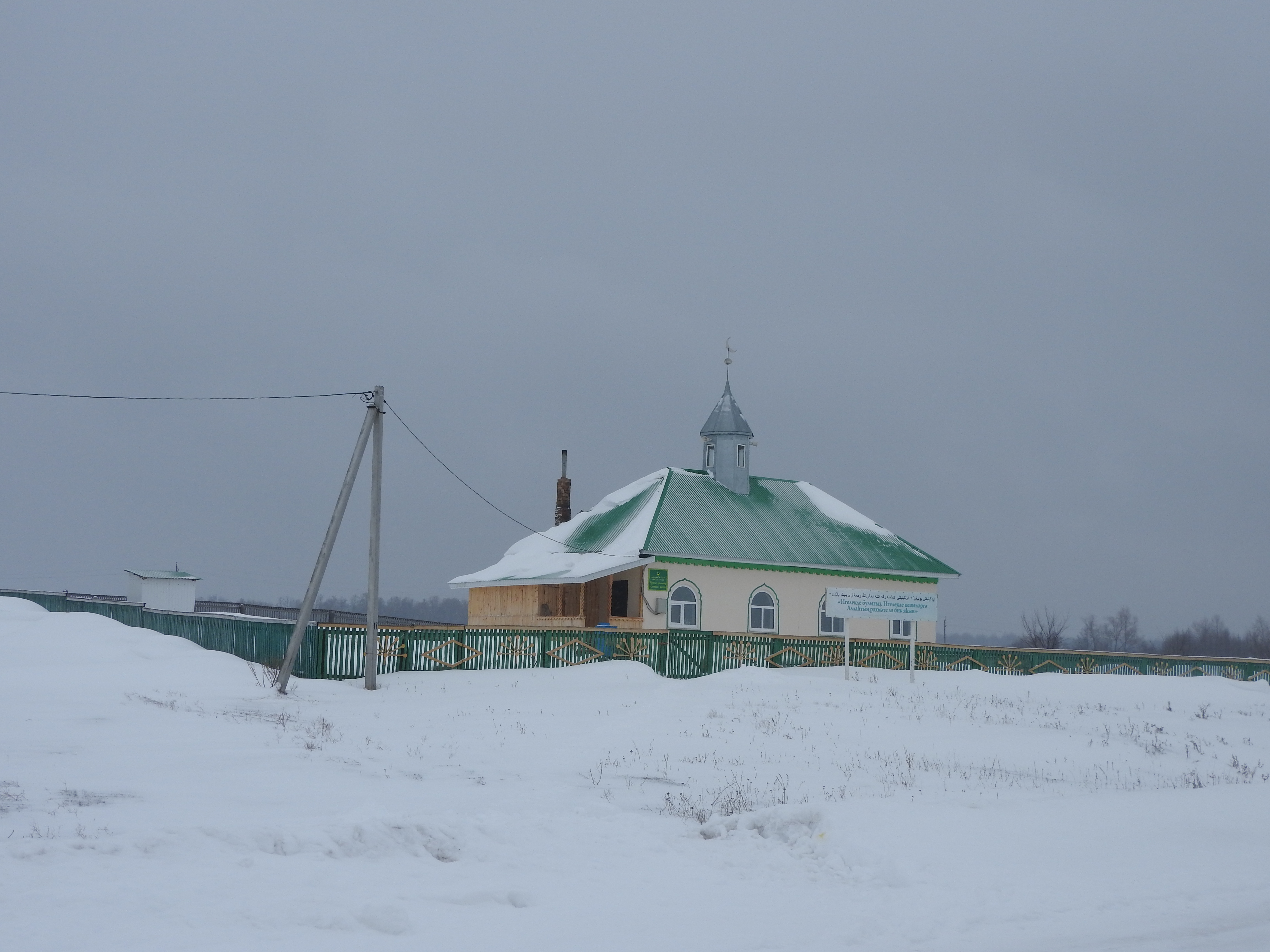
Сельская мечеть

Явгильды (баш. Яугилде) — деревня в Гафурийском районе Республики Башкортостан Российской Федерации. Входит в состав Бурлинского сельсовета.

## География

### Географическое положение
Расстояние до:
- районного центра (Красноусольский): 34 км,
- центра сельсовета (Бурлы): 3 км,
- ближайшей ж/д станции (Белое Озеро): 53 км.

## Население
| 2002 | 2009 | 2010 |
| ---- | ---- | ---- |
| 257  | ↘249 | ↘226 |

### Национальный состав
Согласно переписи 2002 года, преобладающая национальность — башкиры (98 %).

## Инфраструктура
В деревне расположена средняя школа.

## Религия
В деревне есть мечеть.